# Nikólaos Karábelas
Nikólaos Karábelas (grec moderne : Νικόλαος Καράμπελας), souvent appelé Níkos Karábelas (Νίκος Καράμπελας), est un footballeur grec, né le 20 décembre 1984 à Pyrgos. Il évolue au poste d'arrière gauche.

## Palmarès
- AEK Athènes
  - Vainqueur de la Coupe de Grèce en 2011.

## Statistiques
| Saison    | Club              | Pays          | Championnat | Coupes nationales | Coupes d'Europe | Grèce |
| --------- | ----------------- | ------------- | ----------- | ----------------- | --------------- | ----- |
| 2006-2007 | Paniliakos Pyrgos | Beta Ethniki  | ?           | ?                 | -               | -     |
| 2005-2006 | Paniliakos Pyrgos | Beta Ethniki  | ?           | ?                 | -               | -     |
| 2006-2007 | Aris Salonique    | Alpha Ethniki | 1 match     | -                 | -               | -     |
| 2007-2008 | Aris Salonique    | Alpha Ethniki | 12 matchs   | 2 matchs          | 2 matchs (C3)   | -     |
| 2008-2009 | Aris Salonique    | Alpha Ethniki | 19 matchs   | 3 matchs          | -               | -     |
| 2009-2010 | AEK Athènes       | Alpha Ethniki | 21 matchs   | -                 | 4 matchs (C3)   | -     |
| 2010-2011 | AEK Athènes       | Alpha Ethniki | 22 matchs   | 7 matchs / 1 but  | 3 matchs (C3)   | -     |
| 2011-2012 | AEK Athènes       | Alpha Ethniki | 27 matchs   | 2 matchs          | 5 matchs (C3)   | -     |
| 2012-2013 | Levante UD        | Liga BBVA     | 10 matchs   | 4 matchs / 1 but  | 6 matchs (C3)   | -     |

Dernière mise à jour le 3 juillet 2013